# Oliver Lafayette
Oliver Lafayette (Baton Rouge, Louisiana, 6. svibnja 1984.) američki je profesionalni košarkaš. Igra na poziciji razigravača, a trenutačno je član momčadi Fort Wayne Mad Ants. Prijavio se na NBA draft 2009., ali nije bio izabran od strane nijedne momčadi.

## NBA statistika

### Regularni dio
| Godina    | Klub   | Odig. uta. | Uta. poč. | Min. | 2P%  | 3P%  | Sl. bac.% | Skok. | Asist. | Ukr. lop. | Blok. | Poena |
| --------- | ------ | ---------- | --------- | ---- | ---- | ---- | --------- | ----- | ------ | --------- | ----- | ----- |
| 2009./10. | Boston | 1          | 0         | 22.0 | .500 | .500 | .000      | 4.0   | 2.0    | .0        | .0    | 7.0   |
| Ukupno    |        | 1          | 0         | 22.0 | .500 | .500 | .000      | 4.0   | 2.0    | .0        | .0    | 7.0   |

## Vanjske poveznice
- Profil na NBA.com
- Profil  Arhivirana inačica izvorne stranice od 14. ožujka 2013. (Wayback Machine) na Basketball-Reference.com